# Japan op de Olympische Zomerspelen 1960
Japan nam deel aan de Olympische Zomerspelen 1960 in Rome, Italië. Net als vier jaar eerder werden ook dit keer 4 gouden medailles gewonnen.

## Medailleoverzicht
| Sport         | Olympiër                                                                              | Onderdeel                | Medaille |
| ------------- | ------------------------------------------------------------------------------------- | ------------------------ | -------- |
| Turnen        | Takashi Ono                                                                           | rekstok (m)              | Goud     |
| Turnen        | Takashi Ono                                                                           | sprong (m)               | Goud     |
| Turnen        | Nobuyuki Aihara                                                                       | vloer (m)                | Goud     |
| Turnen        | Masao Takemoto Takashi Ono Nobuyuki Aihara Yukio Endo Shuji Tsurumi Takashi Mitsukuri | meerkamp team (m)        | Goud     |
| Gewichtheffen | Yoshinobu Miyake                                                                      | -56kg (m)                | Zilver   |
| Turnen        | Takashi Ono                                                                           | individuele meerkamp (m) | Zilver   |
| Turnen        | Masao Takemoto                                                                        | rekstok (m)              | Zilver   |
| Worstelen     | Masayuki Matsubara                                                                    | -52kg vrije stijl (m)    | Zilver   |
| Zwemmen       | Tsuyoshi Yamanaka                                                                     | 400m vrije slag (m)      | Zilver   |
| Zwemmen       | Yoshihiko Osaki                                                                       | 200m schoolslag (m)      | Zilver   |
| Zwemmen       | Makoto Fukui Hiroshi Ishii Tsuyoshi Yamanaka Tatsuo Fujimoto                          | 4x200m vrije slag (m)    | Zilver   |
| Boksen        | Kiyoshi Tanabe                                                                        | -51kg (m)                | Brons    |
| Schietsport   | Yoshihisa Yoshikawa                                                                   | 50m pistool (m)          | Brons    |
| Turnen        | Takashi Ono                                                                           | brug (m)                 | Brons    |
| Turnen        | Takashi Ono                                                                           | ringen (m)               | Brons    |
| Turnen        | Shuji Tsurumi                                                                         | paard voltige (m)        | Brons    |
| Zwemmen       | Kazuo Tomita Koichi Hirakida Yoshihiko Osaki Keigo Shimizu                            | 4x100m wisselslag (m)    | Brons    |
| Zwemmen       | Satoko Tanaka                                                                         | 100m rugslag (v)         | Brons    |

## Deelnemers en resultaten

### Atletiek
| Olympiër                                                      | Onderdeel                | Resultaat | Prestatie                                             |
| ------------------------------------------------------------- | ------------------------ | --------- | ----------------------------------------------------- |
| Akira Kiyofuji                                                | 200m (m)                 | 45e       | serie 12: 3de in 22,3                                 |
| Akira Kiyofuji                                                | 400m (m)                 | 40e       | serie 1: 6de in 49,1                                  |
| Keiji Ogushi                                                  | 400m horden (m)          | 19e       | serie 3: 3de in 52,58                                 |
| Keiji Ogushi Kimitada Hayase Takayuki Okazaki Hiroshi Shibata | 4x100m (m)               | 10e       | serie 4: 3de in 42,60 halve finale 1: 5de in 42,39    |
| Kurao Hiroshima                                               | marathon (m)             | 31e       | 2:29.40                                               |
| Nobuyoshi Sadanaga                                            | marathon (m)             | 46e       | 2:35.11                                               |
| Kazumi Watanabe                                               | marathon (m)             | 32e       | 2:29.45                                               |
| Jun Ebina                                                     | verspringen (m)          | 39e       | kwalificatie: 39ste met 6,83m                         |
| Takayuki Okazaki                                              | verspringen (m)          | DNF       | kwalificatie: 7de met 7,58m finale: niet gestart      |
| Yukishige Yasuma                                              | verspringen (m)          | 17e       | kwalificatie: 17de met 7,34m                          |
| Tomio Ota                                                     | hink-stap-springen (m)   | 18e       | kwalificatie: 18de met 15,42m                         |
| Koji Sakurai                                                  | hink-stap-springen (m)   | 31e       | kwalificatie: 31ste met 14,59m                        |
| Hiroshi Shibata                                               | hink-stap-springen (m)   | 25e       | kwalificatie: 25ste met 14,93m                        |
| Kuniyoshi Sugioka                                             | hoogspringen (m)         | 18e       | kwalificatie: 18de met 1,95m                          |
| Noriaki Yasuda                                                | polsstokhoogspringen (m) | 22e       | kwalificatie: 22ste met 4,20m                         |
| Noboru Okamoto                                                | kogelslingeren (m)       | 13e       | kwalificatie: 8ste met 61,95m finale: 13de met 60,08m |
| Takeo Sugawara                                                | kogelslingeren (m)       | 21e       | kwalificatie: 21ste met 59,32m                        |
|                                                               |                          |           |                                                       |
| Akiko Fukuda                                                  | verspringen (v)          | 20e       | kwalificatie: 20ste met 5,78m                         |
| Fumiko Ito                                                    | verspringen (v)          | 12e       | kwalificatie: 14de met 5,88m finale: 12de met 5,98m   |
| Yasuko Kimura                                                 | verspringen (v)          | 26e       | kwalificatie: 26ste met 5,45m                         |
| Yasuko Matsuda                                                | kogelstoten (v)          | 15e       | kwalificatie: 15de met 13,51m                         |
| Hiroko Uchida-Yokoyama                                        | discuswerpen (v)         | 18e       | kwalificatie: 18de met 43,78m                         |

### Basketbal
| Olympiër | Onderdeel | Resultaat | Prestatie |
| --- | --------- | --------- | --- |
| Hiroshi Saito Hideo Kanekawa Kaoru Wakabayashi Kenichi Imaizumi Masashi Shiga Yasakuni Oshima Setsuo Nara Shoji Kamata Shutaro Shoji Takeo Sugiyama Takashi Itoyama Takashi Masuda | mannen    | 15e       | groep A: 4de V van Hongarije: 66-93 V van Verenigde Staten: 66-125 V van Italië: 92-100 groep 9-16de pl9ek: 4de V van Frankrijk: 63-101 V van Mexico: 57-76 V van Spanje: 64-66 groep 13-15de plek: 3de V van Puerto Rico: 73-93 |

| Groep A |                  |             |             |             |        |        |        |        |
|         | Land             | Wedstrijden | Wedstrijden | Wedstrijden | Punten | Punten | Punten | Punten |
| G       | Land             | W           | V           | V           | T      | Saldo  |        | Punten |
| 1       | Verenigde Staten | 3           | 3           | 0           | 320    | 183    | +137   | 6      |
| 2       | Italië           | 3           | 2           | 1           | 226    | 247    | -19    | 5      |
| 3       | Hongarije        | 3           | 1           | 2           | 223    | 245    | -22    | 4      |
| 4       | Japan            | 3           | 0           | 3           | 224    | 318    | -94    | 3      |

| Ronde       | Datum | Plaats           | Land   | Score  | Land |
| ----------- | ----- | ---------------- | ------ | ------ | ---- |
| Groepsfase  |       |                  |        |        |      |
| 26 augustus | Rome  | Hongarije        | 93-66  | Japan  |      |
| 27 augustus | Rome  | Verenigde Staten | 125-66 | Japan  |      |
| 29 augustus | Rome  | Japan            | 92-100 | Italië |      |

| Groep 9-16de plek |           |             |             |             |        |        |        |        |
|                   | Land      | Wedstrijden | Wedstrijden | Wedstrijden | Punten | Punten | Punten | Punten |
| G                 | Land      | W           | V           | V           | T      | Saldo  |        | Punten |
| 1                 | Frankrijk | 3           | 3           | 0           | 270    | 173    | +97    | 6      |
| 2                 | Mexico    | 3           | 2           | 1           | 218    | 214    | +4     | 5      |
| 3                 | Spanje    | 3           | 1           | 2           | 180    | 222    | -42    | 4      |
| 4                 | Japan     | 3           | 0           | 3           | 184    | 243    | -59    | 3      |

| Ronde       | Datum | Plaats    | Land   | Score  | Land |
| ----------- | ----- | --------- | ------ | ------ | ---- |
| Groepsfase  |       |           |        |        |      |
| 1 september | Rome  | Frankrijk | 101-63 | Japan  |      |
| 2 september | Rome  | Japan     | 57-76  | Mexico |      |
| 3 september | Rome  | Spanje    | 66-64  | Japan  |      |

| Groep 13-15de plek |             |             |             |             |        |        |        |        |
|                    | Land        | Wedstrijden | Wedstrijden | Wedstrijden | Punten | Punten | Punten | Punten |
| G                  | Land        | W           | V           | V           | T      | Saldo  |        | Punten |
| 1                  | Puerto Rico | 2           | 2           | 0           | 168    | 138    | +30    | 4      |
| 2                  | Spanje      | 2           | 1           | 1           | 131    | 139    | -8     | 3      |
| 3                  | Japan       | 2           | 0           | 2           | 137    | 159    | -22    | 2      |

| Ronde       | Datum | Plaats      | Land  | Score | Land |
| ----------- | ----- | ----------- | ----- | ----- | ---- |
| Groepsfase  |       |             |       |       |      |
| 9 september | Rome  | Puerto Rico | 93-73 | Japan |      |

### Boksen
| Olympiër         | Onderdeel   | Resultaat | Prestatie |
| ---------------- | ----------- | --------- | --- |
| Kiyoshi Tanabe   | -51kg (m)   | Brons     | 1ste ronde: vrij 2de ronde: W van GHA Aryee: 5-0 3de ronde: W van NGR Young: 4-1 kwartfinale: W van ROU Dobrescu: 4-1 halve finale: V van URS Sivko: 1-4 |
| Katsuo Haga      | -54kg (m)   | 9e        | 1ste ronde: vrij 2de ronde: W van ARG Cañete: 5-0 3de ronde: V van ITA Zamparini: 0-5                                                                    |
| Shinetsu Suzuki  | -57kg (m)   | 9e        | 1ste ronde: W van CAN Mancini: 5-0 2de ronde: V van POL Adamski: 0-5                                                                                     |
| Yasuyuki Ito     | -60kg (m)   | 9e        | 1ste ronde: W van MAR Gangani: 5-0 2de ronde: V van HUN Kellner: 0-5                                                                                     |
| Katsuji Watanabe | -63,5kg (m) | 17e       | 1ste ronde: vrij 2de ronde: V van ITA Brandi: 0-5 |

### Gewichtheffen
| Olympiër            | Onderdeel   | Resultaat | Prestatie      |
| ------------------- | ----------- | --------- | -------------- |
| Shigeo Kogure       | -56kg (m)   | 4e        | 322,5kg        |
| Yoshinobu Miyake    | -56kg (m)   | Zilver    | 337,5kg        |
| Yoshinobu Fujishima | -60kg (m)   | DNF       | niet gefinisht |
| Yukio Furuyama      | -60kg (m)   | 5e        | 345kg          |
| Kenji Onuma         | -67,5kg (m) | DNF       | niet gefinisht |
| Hiroshi Yamazaki    | -67,5kg (m) | DNF       | niet gefinisht |
| Kenji Onuma         | -67,5kg (m) | 7e        | 400kg          |

### Hockey
| Olympiër | Onderdeel | Resultaat | Prestatie |
| --- | --------- | --------- | --- |
| Hiroyuki Fujiwara Hisatoshi Yamazaki Ichiro Sado Kenji Iijima Michinori Watada Tadatoshi Abe Teruo Yaguchi Toshiharu Nakamura Tsuneya Yuzaki Hiroshi Kojima Yoshio Kojima Masaru Kanbe Kunio Iwahashi Seiji Kihara | mannen    | 14e       | groep B: 4de V van Polen: 1-2 V van Australië: 1-8 V van Pakistan: 0-10 groep 13-16de plek: 2de W van Zwitserland: 5-1 V van Italië: 1-2 |

| Groep B |           |             |             |             |             |            |            |            |        |
| #       | Land      | Wedstrijden | Wedstrijden | Wedstrijden | Wedstrijden | Doelpunten | Doelpunten | Doelpunten | Punten |
| #       | Land      | G           | W           | G           | V           | V          | T          | Saldo      | Punten |
| 1       | Pakistan  | 3           | 3           | 0           | 0           | 21         | 0          | +21        | 6      |
| 2       | Australië | 3           | 1           | 1           | 1           | 9          | 5          | +4         | 3      |
| 3       | Polen     | 3           | 1           | 1           | 1           | 3          | 10         | -7         | 3      |
| 4       | Japan     | 3           | 0           | 0           | 3           | 2          | 20         | -18        | 0'     |

| Ronde       | Datum | Plaats    | Land | Score | Land |
| ----------- | ----- | --------- | ---- | ----- | ---- |
| Groepsfase  |       |           |      |       |      |
| 26 augustus | Rome  | Polen     | 2-1  | Japan |      |
| 30 augustus | Rome  | Australië | 8-1  | Japan |      |
| 1 september | Rome  | Pakistan  | 10-0 | Japan |      |

| Groep 13-16de plek |             |             |             |             |             |            |            |            |        |
| #                  | Land        | Wedstrijden | Wedstrijden | Wedstrijden | Wedstrijden | Doelpunten | Doelpunten | Doelpunten | Punten |
| #                  | Land        | G           | W           | G           | V           | V          | T          | Saldo      | Punten |
| 1                  | Italië      | 2           | 1           | 1           | 0           | 3          | 2          | +1         | 3      |
| 2                  | Japan       | 2           | 1           | 0           | 1           | 6          | 3          | +3         | 2      |
| 3                  | Zwitserland | 2           | 0           | 1           | 1           | 2          | 6          | −4         | 1      |
| 4                  | Denemarken  | 2           | 0           | 0           | 0           | 0          | 0          | 0          | 0      |

| Datum        | Ronde | Plaats | Land | Score       | Land |
| ------------ | ----- | ------ | ---- | ----------- | ---- |
| Groepsfase   |       |        |      |             |      |
| 6 september  | Rome  | Japan  | 5-1  | Zwitserland |      |
| 10 september | Rome  | Italië | 2-1  | Japan       |      |

### Moderne vijfkamp
| Olympiër        | Onderdeel       | Resultaat | Prestatie   |
| --------------- | --------------- | --------- | ----------- |
| Kazuhiro Tanaka | individueel (m) | 35e       | 4085 punten |
| Shigeaki Uchino | individueel (m) | 38e       | 3988 punten |

### Paardensport
| Olympiër                               | Onderdeel      | Resultaat      | Prestatie      |
| Springconcours                         | Springconcours | Springconcours | Springconcours |
| -------------------------------------- | -------------- | -------------- | -------------- |
| Yuzo Kageyama                          | individueel    | DNF            | niet gefinisht |
| Kunihiro Ohta                          | individueel    | 29e            | 56 strafpunten |
| Yugo Araki Yuzo Kageyama Kunihiro Ohta | team           | DNF            | niet gefinisht |

### Roeien
| Olympiër | Onderdeel    | Resultaat | Prestatie                                            |
| --- | ------------ | --------- | ---------------------------------------------------- |
| Koji Fukuda Hatsuhiko Mizuki Shunji Murai Naotake Okubo Osamu Saito                                                             | vier-met (m) | 21e       | serie 3: 5de in 7.05,51 herkansingen: 4de in 7.10,50 |
| Kenro Chiba Tetsuzo Hirose Hironori Itsuki Hiroshi Saito Tadashi Saito Tetsuo Sato Shigemi Tamura Yosuke Tazaki Hiroyuki Misawa | acht (m)     | 8e        | serie 2: 4de in 6.11,86 herkansingen: 2de in 6.24,41 |

### Schermen
| Olympiër                                                           | Onderdeel       | Resultaat | Prestatie                                                                               |
| ------------------------------------------------------------------ | --------------- | --------- | --------------------------------------------------------------------------------------- |
| Sonosuke Fujimaki                                                  | degen (m)       | 49e       | 1ste ronde groep H: 5de met 2 overwinningen                                             |
| Tsugeo Ozawa                                                       | degen (m)       | 61e       | 1ste ronde groep J: 6de met 1 overwinning                                               |
| Kazuhiko Tabuchi                                                   | degen (m)       | 25e       | 1ste ronde groep C: 1ste met 5 overwinningen 2de ronde groep C: 5de met 1 overwinning   |
| Heizaburo Okawa Tsugeo Ozawa Sonosuke Fujimaki Kazuhiko Tabuchi    | degen team (m)  | 9e        | 1ste ronde groep B: 2de met 1 overwinning 2de ronde: V van Sovjet-Unie: 0-9             |
| Mitsuyuki Funamizu                                                 | degen (m)       | 25e       | 1ste ronde groep A: 1ste met 4 overwinningen 2de ronde groep F: 5de met 2 overwinningen |
| Tsugeo Ozawa                                                       | degen (m)       | 37e       | 1ste ronde groep H: 4de met 3 overwinningen                                             |
| Kazuhiko Tabuchi                                                   | degen (m)       | 61e       | 1ste ronde groep K: 6de met 1 overwinning                                               |
| Heizaburo Okawa Mitsuyuki Funamizu Tsugeo Ozawa Kazuhiko Tabuchi   | floret team (m) | 13e       | 1ste ronde groep D: 3de met 0 overwinningen                                             |
| Sonosuke Fujimaki                                                  | sabel (m)       | 49e       | 1ste ronde groep F: 5de met 0 overwinningen                                             |
| Mitsuyuki Funamizu                                                 | sabel (m)       | 37e       | 1ste ronde groep L: 3de met 3 overwinningen                                             |
| Tsugeo Ozawa                                                       | sabel (m)       | 37e       | 1ste ronde groep C: 4de met 1 overwinning                                               |
| Sonosuke Fujimaki Mitsuyuki Funamizu Tsugeo Ozawa Kazuhiko Tabuchi | sabel team (m)  | 13e       | 1ste ronde groep B: 3de met 0 overwinningen                                             |

### Schietsport
| Olympiër            | Onderdeel                  | Resultaat | Prestatie                                                                                                |
| ------------------- | -------------------------- | --------- | --- |
| Takao Ishii         | 50m geweer 3 houdingen (m) | 30e       | kwalificatie: 24ste met 538 punten (187-180-171) finale: 30ste met 1110 punten (386-377-347)             |
| Yukio Inokuma       | 50m geweer liggend (m)     | 6e        | kwalificatie groep 2: 12de met 384 punten (96-97-92-99) finale: 6de met 586 punten (97-99-98-97-97-98)   |
| Takao Ishii         | 50m geweer liggend (m)     | 20e       | kwalificatie groep 1: 13de met 385 punten (98-95-98-94) finale: 20ste met 582 punten (95-95-99-97-98-98) |
| Tadao Matsui        | 50m pistool (m)            | 12e       | kwalificatie groep 1: 10de met 354 punten finale: 12de met 540 punten (97-99-98-97-97-98)                |
| Yoshihisa Yoshikawa | 50m pistool (m)            | Brons     | kwalificatie groep 2: 11de met 350 punten finale: 3de met 552 punten                                     |
| Osamu Ochiai        | 25m snelvuurpistool (m)    | 35e       | 565 punten                                                                                               |
| Fumio Ryosenan      | 25m snelvuurpistool (m)    | 30e       | 569 punten                                                                                               |
| Kenichi Kumagai     | trap (m)                   | 19e       | 178 punten                                                                                               |
| Mitsuo Yamane       | trap (m)                   | 37-66e    | |

### Schoonspringen
| Olympiër        | Onderdeel     | Resultaat | Prestatie                                                                                          |
| --------------- | ------------- | --------- | -------------------------------------------------------------------------------------------------- |
| Shunsuke Kaneto | 3m plank (m)  | 23e       | voorronde: 23ste met 47,51 punten                                                                  |
| Toshio Yamano   | 3m plank (m)  | 19e       | voorronde: 12de met 52,84 punten halve finale: 8ste met 94,08 punten finale: 7de met 140,46 punten |
| Shunsuke Kaneto | 10m toren (m) | 10e       | voorronde: 7de met 52,65 punten halve finale: 10de met 90,99 punten                                |
| Ryo Mabuchi     | 10m toren (m) | 13e       | voorronde: 14de met 51,12 punten halve finale: 13de met 89,13 punten                               |
|                 |               |           | |
| Kanoko Tsutani  | 3m plank (v)  | 23e       | voorronde: 5de met 51,95 punten halve finale: 16de met 80,35 punten                                |
| Kumiko Watanabe | 3m plank (v)  | 19e       | voorronde: 16de met 44,32 punten halve finale: 14de met 80,57 punten                               |
| Kanoko Tsutani  | 10m toren (m) | 11e       | voorronde: 11de met 49,76 punten finale: 11de met 77,90 punten                                     |
| Kumiko Watanabe | 10m toren (m) | 10e       | voorronde: 10de met 51,04 punten halve finale: 10de met 79,60 punten                               |

### Turnen
| Olympiër                                                                                              | Onderdeel                | Resultaat | Prestatie      |
| --- | ------------------------ | --------- | -------------- |
| Yukio Endo                                                                                            | sprong (m)               | 5e        | 19,175 punten  |
| Takashi Ono                                                                                           | sprong (m)               | Goud      | 19,35 punten   |
| Shuji Tsurumi                                                                                         | sprong (m)               | 6e        | 19,15 punten   |
| Nobuyuki Aihara                                                                                       | vloer (m)                | Goud      | 19,45 punten   |
| Takashi Mitsukuri                                                                                     | vloer (m)                | 4e        | 19,20 punten   |
| Takashi Ono                                                                                           | vloer (m)                | 4e        | 19,20 punten   |
| Takashi Mitsukuri                                                                                     | paard voltige (m)        | 4e        | 19,125 punten  |
| Takashi Ono                                                                                           | paard voltige (m)        | 6e        | 18,525 punten  |
| Shuji Tsurumi                                                                                         | paard voltige (m)        | Brons     | 19,15 punten   |
| Nobuyuki Aihara                                                                                       | ringen (m)               | 5e        | 19,400 punten  |
| Takashi Ono                                                                                           | ringen (m)               | Brons     | 19,425 punten  |
| Nobuyuki Aihara                                                                                       | brug (m)                 | 4e        | 19,275 punten  |
| Takashi Ono                                                                                           | brug (m)                 | Brons     | 19,350 punten  |
| Masao Takemoto                                                                                        | brug (m)                 | 6e        | 19,125 punten  |
| Yukio Endo                                                                                            | rekstok (m)              | 4e        | 19,425 punten  |
| Takashi Ono                                                                                           | rekstok (m)              | Goud      | 19,600 punten  |
| Masao Takemoto                                                                                        | rekstok (m)              | Brons     | 19,525 punten  |
| Nobuyuki Aihara                                                                                       | individueel meerkamp (m) | 7e        | 115,40 punten  |
| Yukio Endo                                                                                            | individueel meerkamp (m) | 49e       | 115,45 punten  |
| Takashi Mitsukuri                                                                                     | individueel meerkamp (m) | 9e        | 114,10 punten  |
| Takashi Ono                                                                                           | individueel meerkamp (m) | Zilver    | 115,90 punten  |
| Masao Takemoto                                                                                        | individueel meerkamp (m) | 5e        | 115,45 punten  |
| Shuji Tsurumi                                                                                         | individueel meerkamp (m) | 4e        | 114,55 punten  |
| Masao Takemoto Takashi Ono Nobuyuki Aihara Yukio Endo Shuji Tsurumi Takashi Mitsukuri                 | meerkamp team (m)        | Goud      | 575,20 punten  |
| |                          |           |                |
| Keiko Tanaka-Ikeda                                                                                    | brug (v)                 | 5e        | 19,333 punten  |
| Keiko Tanaka-Ikeda                                                                                    | balk (v)                 | 5e        | 19,132 punten  |
| Ginko Abukawa-Chiba                                                                                   | individueel meerkamp (v) | 43e       | 72,331 punten  |
| Kiyoko Ono                                                                                            | individueel meerkamp (v) | 15e       | 74,398 punten  |
| Toshiko Shirasu-Aihara                                                                                | individueel meerkamp (v) | 24e       | 73,298 punten  |
| Kazuko Sogabe                                                                                         | individueel meerkamp (v) | 56e       | 71,598 punten  |
| Keiko Tanaka-Ikeda                                                                                    | individueel meerkamp (v) | 6e        | 75,696 punten  |
| Kimiko Tsukada                                                                                        | individueel meerkamp (v) | 22e       | 73,398 punten  |
| Ginko Abukawa-Chiba Kiyoko Ono Toshiko Shirasu-Aihara Kazuko Sogabe Keiko Tanaka-Ikeda Kimiko Tsukada | meerkamp team (v)        | 4e        | 371,422 punten |

### Waterpolo
| Olympiër                                                                                            | Onderdeel | Resultaat | Prestatie                                                                                   |
| --------------------------------------------------------------------------------------------------- | --------- | --------- | ------------------------------------------------------------------------------------------- |
| Mineo Kato Kanji Asanuma Takanao Sato Yoji Shimizu Motonobu Miyamura Shigenobu Fujimoto Koki Takagi | mannen    | 13e       | groep A: 4de G van Verenigde Arabische Republiek: 3-3 V van Italië: 1-8 V van Roemenië: 1-4 |

| Groep A |                               |             |             |             |             |        |        |        |        |
| #       | Land                          | Wedstrijden | Wedstrijden | Wedstrijden | Wedstrijden | Punten | Punten | Punten | Punten |
| #       | Land                          | G           | W           | G           | V           | V      | T      | Saldo  | Punten |
| 1       | Italië                        | 3           | 3           | 0           | 0           | 21     | 8      | +13    | 6      |
| 2       | Roemenië                      | 3           | 2           | 0           | 1           | 12     | 5      | +7     | 4      |
| 3       | Verenigde Arabische Republiek | 3           | 0           | 1           | 2           | 7      | 17     | −10    | 1      |
| 4       | Japan                         | 3           | 0           | 1           | 2           | 5      | 15     | −10    | 1      |

| Ronde       | Datum | Plaats   | Land | Score                         | Land |
| ----------- | ----- | -------- | ---- | ----------------------------- | ---- |
| Groepsfase  |       |          |      |                               |      |
| 25 augustus | Rome  | Japan    | 3-3  | Verenigde Arabische Republiek |      |
| 26 augustus | Rome  | Japan    | 1-8  | Italië                        |      |
| 27 augustus | Rome  | Roemenië | 4-1  | Japan                         |      |

### Wielersport
| Olympiër                                                    | Onderdeel                | Resultaat | Prestatie                     |
| Baan                                                        | Baan                     | Baan      | Baan                          |
| ----------------------------------------------------------- | ------------------------ | --------- | ----------------------------- |
| Tetsuo Osawa                                                | tijdrit (m)              | 19e       | 1.11,86                       |
| Tetsuo Osawa Kanji Kubomura Nobuhira Takanuki Katsuya Saito | ploegenachtervolging (m) | 11e       | kwalificatie: 11de in 4.45,87 |
| Weg                                                         |                          |           |                               |
| Masashi Omiya                                               | tijdrit (m)              | DNF       | niet gefinisht                |

### Worstelen
| Olympiër            | Onderdeel   | Resultaat   | Prestatie |
| Vrije stijl         | Vrije stijl | Vrije stijl | Vrije stijl |
| ------------------- | ----------- | ----------- | --- |
| Shigeo Kogure       | -52kg (m)   | Zilver      | 1ste ronde: V van TUR Bilek 2de ronde: W van IRL O'Connor 3de ronde: W van PAK Nawab 4de ronde: W van BUL Dimitrov 5de ronde: W van USA Simons 6de ronde: W van GER Neff 7de ronde W van IRI Seifpour |
| Tadashi Asai        | -57kg (m)   | 4e          | 1ste ronde: vrij 2de ronde: W van ITA Chinazzo 3de ronde: V van BUL Zalev 4de ronde: W van IRI Yaghoubi 5de ronde: W van FIN Jaskari                                                                  |
| Tamiji Sato         | -62kg (m)   | 4e          | 1ste ronde: W van POL Żurawski 2de ronde: W van PAK Akhtar 3de ronde: W van MEX Vallejo 4de ronde: W van IRI Khorasani 5de ronde: V van URS Rubashvili 6de ronde: G van TUR Dağıstanlı                |
| Kazuo Abe           | -67kg (m)   | 8e          | 1ste ronde: W van HUN Tóth 2de ronde: W van POL Kuczyński 3de ronde: V van USA Wilson 4de ronde: V van ITA Nizzola                                                                                    |
| Yutaka Kaneko       | -73kg (m)   | 4e          | 1ste ronde: W van BUL Kazanov 2de ronde: W van AUT Berger 3de ronde: V van ITA De Vescovi 4de ronde: W van GER Heinze 5de ronde: V van TUR Ogani                                                      |
| Takashi Nagai       | -79kg (m)   | 8e          | 1ste ronde: W van AUS Hunt 2de ronde: W van PAK Faiz 3de ronde: V van HUN Hollósi 4de ronde: V van BUL Gardzhev                                                                                       |
| Shunichi Kawano     | -87kg (m)   | 8e          | 1ste ronde: W van AUS Parsons 2de ronde: W van USA Brand 3de ronde: V van IRI Takhti 4de ronde: V van RSA van Zyl                                                                                     |
| Kaoru Ishiguro      | +87kg (m)   | 15e         | 1ste ronde: V van URS Dzarasov 2de ronde: V van ITA Marascalchi |
| Grieks-Romeins      |             |             | |
| Takashi Hirata      | -52kg (m)   | 4e          | 1ste ronde: W van BUL Moskov 2de ronde: V van ITA Fabra 3de ronde: W van SWE Frännfors 4de ronde: W van USA Wilson 5de ronde: V van RAU El-Sayed                                                      |
| Masamitsu Ichiguchi | -57kg (m)   | 7e          | 1ste ronde: W van USA Lauchle 2de ronde: W van RAU El-Sayed 3de ronde: G van POL Knitter 4de ronde: W van TUR Yılmaz 5de ronde: V van URS Katavayev                                                   |
| Masatoshi Takahira  | -62kg (m)   | 21e         | 1ste ronde: V van SWE Freij 2de ronde: V van GER Neumair |
| Mitsuharu Kitamura  | -67kg (m)   | 5e          | 1ste ronde: W van MAR Mansour 2de ronde: V van FIN Lehtonen 3de ronde: G van LIB Awariki 4de ronde: G van POL Gondzik                                                                                 |
| Mitsuharu Kitamura  | -73kg (m)   | 15e         | 1ste ronde: W van BEL Oomen 2de ronde: G van DEN Ansbøl 3de ronde: V van URS Hamarnik |
| Noboru Aomi         | -79kg (m)   | 20e         | 1ste ronde: V van ROU Ţăranu 2de ronde: V van BEL Michiels |
| Shunta Ishikura     | -87kg (m)   | 15e         | 1ste ronde: V van ROU Popovici 2de ronde: V van AUT Wiesberger Jr. |
| Kanji Shigeoka      | +87kg (m)   | 12e         | 1ste ronde: V van TCH Kubát 2de ronde: V van POL Sosnowski |

### Zeilen
| Olympiër                                    | Onderdeel     | Resultaat | Prestatie                                  |
| ------------------------------------------- | ------------- | --------- | ------------------------------------------ |
| Yasuo Hozumi                                | finn klasse   | 23e       | 2306 punten: (28-13-20-14-15-29-24)        |
| Mizuki Yamada Yoshimatsu Sakaibara          | star klasse   | 26e       | 871 punten: (26-26-25-24-23-18-26)</small  |
| Masayuki Ishii Yutaka Okamoto Setsuo Kawada | draken klasse | 22e       | 1645 punten: (21-16-22-24-12-21-19)</small |

### Zwemmen
| Olympiër                                                     | Onderdeel             | Resultaat | Prestatie                                                                   |
| ------------------------------------------------------------ | --------------------- | --------- | --------------------------------------------------------------------------- |
| Katsuki Ishihara                                             | 100m vrije slag (m)   | 15e       | serie 7: 3de in 57,5 halve finale 3: 6de in 57,8                            |
| Keigo Shimizu                                                | 100m vrije slag (m)   | 11e       | serie 1: 2de in 57,3 halve finale 1: 4de in 57,1                            |
| Makoto Fukui                                                 | 400m vrije slag (m)   | 8e        | serie 3: 2de in 4.26,7 finale: 8ste in 4.29,6                               |
| Tsuyoshi Yamanaka                                            | 400m vrije slag (m)   | Zilver    | serie 1: 1ste in 4.21,0 finale: 2de in 4.21,4                               |
| Masami Nakabo                                                | 1500m vrije slag (m)  | 14e       | serie 2: 3de in 18.30,4                                                     |
| Tsuyoshi Yamanaka                                            | 1500m vrije slag (m)  | 4e        | serie 1: 1ste in 17.46,5 finale: 4de in 17.34,7                             |
| Kazuo Tomita                                                 | 100m rugslag (m)      | 12e       | serie 1: 4de in 1.04,7 halve finale 1: 6de in 1.05,2                        |
| Kazuo Watanabe                                               | 100m rugslag (m)      | 30e       | serie 4: 5de in 1.08,4                                                      |
| Isao Masuda                                                  | 200m schoolslag (m)   | 17e       | serie 2: 7de in 2.42,3                                                      |
| Yoshihiko Osaki                                              | 200m schoolslag (m)   | Zilver    | serie 1: 2de in 2.41,2 halve finale 1: 2de in 2.38,2 finale: 2de in 2.38,0  |
| Kenzo Izutsu                                                 | 200m vlinderslag (m)  | 8e        | serie 1: 2de in 2.20,3 halve finale 2: 4de in 2.21,5 finale: 8ste in 2.19,4 |
| Haruo Yoshimuta                                              | 200m vlinderslag (m)  | 5e        | serie 5: 2de in 2.19,4 halve finale 1: 3de in 2.21,7 finale: 5de in 2.18,3  |
| Makoto Fukui Hiroshi Ishii Tsuyoshi Yamanaka Tatsuo Fujimoto | 4x200m vrije slag (m) | Zilver    | serie 1: 1ste in 8.17,1 finale: 2de in 8.13,2                               |
| Kazuo Tomita Koichi Hirakida Yoshihiko Osaki Keigo Shimizu   | 4x100m wisselslag (m) | Brons     | serie 2: 1ste in 4.16,0 finale: 3de in 4.12,2                               |
|                                                              |                       |           |                                                                             |
| Hitomi Jinno                                                 | 100m vrije slag (v)   | 31e       | serie 3: 6de in 1.09,8                                                      |
| Yoshiko Sato                                                 | 100m vrije slag (v)   | 17e       | serie 2: 4de in 1.06,4                                                      |
| Kimiko Ezaka                                                 | 400m vrije slag (v)   | 15e       | serie 1: 7de in 5.13,1                                                      |
| Eiko Wada                                                    | 400m vrije slag (v)   | 22e       | serie 1: 8ste in 5.26,8                                                     |
| Satoko Tanaka                                                | 100m rugslag (v)      | Brons     | serie 3: 2de in 1.11,5 finale: 3de in 1.11,4                                |
| Yoshiko Takamatsu                                            | 200m schoolslag (v)   | 12e       | serie 1: 3de in 2.57,6                                                      |
| Shizue Miyabe                                                | 100m vlinderslag (v)  | 15e       | serie 4: 4de in 1.15,8                                                      |
| Yoshiko Sato Eiko Wada Kimiko Ezaka Hitomi Jinno             | 4x100m vrije slag (v) | 10e       | serie 1: 5de in 4.35,9                                                      |
| Satoko Tanaka Yoshiko Takamatsu Shizue Miyabe Yoshiko Sato   | 4x100m wisselslag (v) | 7e        | serie 2: 3de in 4.54,5 (NR) finale: 7de in 4.56,4                           |

Afghanistan · Argentinië · Australië · Bahama's · België · Bermuda · Birma · Brazilië · Brits-Guiana · Bulgarije · Canada · Ceylon · Chili · Colombia · Cuba · Denemarken · Duits eenheidsteam · Ethiopië · Fiji · Filipijnen · Finland · Frankrijk · Ghana · Griekenland · Groot-Brittannië · Haïti · Hongarije · Hongkong · Ierland · IJsland · India · Indonesië · Irak · Iran · Israël · Italië · Japan · Joegoslavië · Kenia · Libanon · Liberia · Liechtenstein · Luxemburg · Malakka · Malta · Marokko · Mexico · Monaco · Nederland · Nederlandse Antillen · Nieuw-Zeeland · Nigeria · Noorwegen · Oeganda · Oostenrijk · Pakistan · Panama · Peru · Polen · Portugal · Puerto Rico · Roemenië · San Marino · Singapore · Soedan · Sovjet-Unie · Spanje · Suriname · Taiwan · Thailand · Tsjecho-Slowakije · Tunesië · Turkije · Uruguay · Venezuela · Verenigde Arabische Republiek · Verenigde Staten · Vietnam · West-Indische Federatie · Zuid-Afrika · Zuid-Korea · Zuid-Rhodesië · Zweden · Zwitserland